# Terry Wooden
Terry Wooden (Hartford, 14 gennaio 1967) è un ex giocatore di football americano statunitense che ha giocato nel ruolo di linebacker per la maggior parte della carriera con i Seattle Seahawks della National Football League (NFL). Fu scelto nel corso del secondo giro (29º assoluto) del Draft NFL 1990 dai Seahawks. Al college ha giocato a football alla Syracuse University.

## Carriera professionistica
Wooden fu scelto nel corso del secondo giro del Draft 1990 dai Seattle Seahawks. Vi giocò fino al 1996 con un massimo di tre intercetti nel 1994, ritornandone uno in touchdown. Nel 1997 passò ai Kansas City Chiefs e trascorse l'ultima stagione della carriera disputando 16 partite con gli Oakland Raiders nel 1998.

## Palmarès
- Steve Largent Award (1990)

## Statistiche
| Partite    | 120  |
| Sack       | 10,0 |
| Intercetti | 7    |